# Охрімівка (16)
Охрімівка (рос. — Ефремовка, розм. — «шістнадцяте») — урочище (зникле село) на території сучасної Трохимівської сільської ради Іванівського району Херсонської області України.
Назва села походить від назви рідного села перших переселенців.

#### Історія
Село Охрімівка було засноване в 1913 р., під час проведення Столипінської аграрної реформи в Російській імперії на початку 20 ст. Першими поселенцями були селяни — переселенці з с. Охрімівка Мелітопольського повіту Таврійської губернії, що отримали земельні наділи серед цілинного Таврійського краю між місцевими волосними центрами — Нижніми Сірогозами та Агайманами, за 2 км східніше Трохимівки (15). В селі було 2 колодязі - один в центрі села, а інший — на пн. околиці. Більшість першопоселенців були нащадками російських духоборів.
Першими переселенцями стали родини Милосердових Федора та Василя, Кірюшина Фатія, Шепи Олексія, Уколова Лаврентія, Винника Івана, Васецького Демида, Уткіна Михайла, Івасенка Андрія, Ломейка Якова, Мещеряки Івана.
На 1929 р. в Охрімівці існував ТСОЗ «Хвиля».
Під час сталінської суцільної колективізації село Охрімівка увійшло, як виробнича бригада, до колгоспу "Прогрес". Тут знаходилася колгоспна бригада МТФ, конюшня та польова бригада.
В середині 30-х рр. до Охрімівки прибули селяни - переселенці  польського походження  із Житомирщини  (родини Хомутовського Бронека, Тиця Франца,  ).
Під час оборонних боїв у вересні 1941 року біля Охрімівки, за спогадами старожилів, червоноармійці почали рити окопи, але потім кинули їх і відступили. Через кілька днів в село увійшли німці. 
31 мешканець села в роки війни воював на фронтах із загарбниками (Мещеряка Ю.В. 1916 р.н., Милосердов О.В. 1916 р.н., Кірюшин Т.І. 1912 р.н., Івасенки С.А. 1905 р.н. та І.А. 1913 р.н., Ніцевич Л.І. 1927 р.н., Мещеряки А.І. 1910 р.н. та С.І. 1907 р.н.,  Івасенко Г.А. 1919 р.н.,  Шепи Михайло 1918 р.н.та Микола 1927 р.н., Чмихало Н.І. 1901 р.н.,батько та син Лисенко П.М. 1900 та П.П. 1923 р.н., Нечитайор І.Г. 1910 р.н, Потапенко С.Г. 1897 р.н. та інші). Більшість із них була мобілізована восени 1943 р., після визволення, польовими армійськими військкоматами. За нацистської окупації (вересень 1941-жовтень 1943 рр.), з Охрімівки до Німеччини було примусово вивезено, як остарбайтерів, 12 осіб: Алтухова Марія1926 р.н., Бобир Микола 1924 р.н., Ніцевич Арсен 1924 р.н., Алтухова Євдокія 1924 р.н., Чмихало Ганна 1925 р.н.та Шмигло Іван 1921 р.н., Григоренко Іван 1922 р.н.,Курас Яків, Тиць Франц 1876 та Стасик 1925 р.н., Уколов Леонід 1926 р.н., Резан Григорій 1927 р.н. Місцеві мешканці Вечірко О. Л. та Шмигло стали колаборантами — поліцаями. Під час визволення села від гітлерівців (кінець жовтня 1943 р.), неподалік нього, на гранаті, підірвався старшина Агапов Микола, похований у військовій могилі в Трохимівці.
Після відновлення діяльності колгоспу «Прогрес», в Охрімівці діяла бригада № 5. На початку 1944 р. в селі налічувалося 28 хат-землянок, мешкало 125 осіб (25-100), з яких 20 — діти. Дві мешканки — Шепа Олена 1923 р.н. та Медвідь Віра 1926 р.н.- обліковувалися як трактористки.
На 1960 р. в селі обліковувалося 32 домогосподарства, 28 житлових будинків, в яких проживало 111 осіб (51 чоловічої та 60 жіночої статі). Було 35 дітей, з яких 10 - шкільного віку. Більшість жінок працювали доярками на місцевій МТФ (бригадир - Шепа Оксана): Винник Ольга, Прибуткова Тетяна, Курган Агорпина, Івасенко Надія, Кірюшина Ольга, Диріна Олександра, Перчик Катерина, Басанкова Антоніна та Ніцевич Ксенія. Чоловіки працювали в будівельній бригаді (Винник Анатолій, Малюк Іван, Шовкопляс Григорій, Петрицький Володимир), трактористами (Лисенко Микола, Уткін Іван, Макаров Олег) або водіями (Перчик Володимир, Пухлік Олексій, Басанков Микола). Школи в селі не було, тому місцеві діти ходили на навчання до сусідньої Трохимівки або до Кірового.
Останні мешканці покинули село в кінці 60-х років 20 ст. (1968 р. ?) До тепер зберігся лише сільський цвинтар, що знаходився на південній околиці села.
Список мешканців Охрімівки на 1960 р.
| № п\п, прізвище, імʼя дорослих членів родини | рік народження | примітки | № п\п, прізвище та імʼя дорослих членів родини | рік народження | примітки |
| --- | --- | -------- | --- | --- | -------- |
| 1. Хомутовський Броніслав Йосипович 2. Хомутовська Тетяна Сергіївна 3. Прибуткова Тетяна Іванівсна 4. Петрицький Володимир Михайлович 5. Курган Агорпина Михайлівна 6. Шепа Олексій Єфимович 7. Шепа Фекля гаврилівна 8. Мещеряка Марина Іванівна 9. Мещеряка Степан Іванович 10. Мещеряка Анастасія Яківна 11. Ніцевич Іван Людігович 12. Ніцевич Арсеній іванович 13. Ніцевич Мотрона Федорівна 14. Романюк іван Дмитрович 15. Романюк Євгенія Яківна 16. Івасенко Семен Андрійович 17. Івасенко Надія Петрівна 18. Кірюшина Надія Фатіївна 19. Дмитровська Наталя Іларіонівна 20. Лисенко Марія Іванівна 21. Хомутовський Йосип Броніславович 22. Хомутовська Ганна Дмитрівна 23. Пашинська Ніна Іванівна 24. Диріна Марія Петрівна 25. Курас Уляна Іванівна 26. Тиць Франц Тимофійович 27. Тиць Ганна Іванівна 28. Винник Анатолій Кирилович 29. Винник Валентина Євгеніївна | 1931 1930 1907 1932 1910 1889 1890 1903 1907 1879 1924 1932 1935 1915 1923 1913 1905 1899 1931 1930 1918 1919 1912 1886 1896 1936 1938 |          | 30. Шепа Михайло Олексійович 31. Шепа Олена Францівна 32. Уколова Ольга Лаврентіївна 33. Малюк Марія Кирилівна 34. Малюк Іван Павлович 35. Шепа Олексій Єфимович 36. Шепа Фекла Гаврилівна 37. Макаров Олег Васильович 38. Макарова Тетяна Максимівна 39. Уткін Михайло Андрійович 40. Уткіна Калина Трохимівна 41. Перчик Володимир Михайлович 42. Перчик Катерина Кирилівна 43. Пухлік Олексій Сергійович 44. Пухлік Катерина Олесіївна 45. Милосердов Василь Федорович 46. Милосердова Ганна Семенівна 47. Шовкопляс Григорій Михайлович 48. Шовкопляс Раїса Іванівна 49. Басанков Михайло Павлович 50. Басанкова Антоніна Сергіївна 51. Ніцевич Ксенія Іванівна 52. Шнейдер Ольга Романівна 53. Бруснікін Михайло Олексійович (син) 54. Петрицький Володимир Михайлович 55. Петрицька Марія Сергіївна | 1918 1923 1908 1930 1936 1889 1890 1932 1928 1885 1886 1932 1928 1923 1892 1912 1937 1941 1935 1936 1916 1915 1944 1932 1938 |          |